# مارفن شوني
مارفن شوني (بالألبانية: Marvin Çuni) (من مواليد 10 يوليو 2001) هو لاعب كرة قدم محترف يلعب كمهاجم في نادي الدرجة الأولى الألماني إس سي بادربورن، على سبيل الإعارة من بايرن ميونخ الثاني.

## مشاركاته الدولية
سجل شوني هدفًا في ثلاث مباريات مع منتخب ألبانيا تحت 19 عامًا في تصفيات بطولة أوروبا تحت 19 عامًا.